# Berndorf bei Salzburg
Berndorf bei Salzburg település Ausztriában, Salzburg tartományban a Salzburg-Umgebungban található. Területe 14,47 km², lakosainak száma 1709 fő, népsűrűsége 118 fő/km² (2016. január 1-jén). A település 548 méter tengerszint feletti magasságban helyezkedik el.
A település részei: Berndorf bei Salzburg (1261 fő) és Großenegg (393 fő, 2015. január 1-jén)

## Fordítás
Ez a szócikk részben vagy egészben  a   Berndorf bei Salzburg című német Wikipédia-szócikk ezen változatának fordításán alapul.  Az eredeti cikk szerkesztőit annak laptörténete sorolja fel. Ez a jelzés csupán a megfogalmazás eredetét és a szerzői jogokat jelzi, nem szolgál a cikkben szereplő információk forrásmegjelöléseként.